# Ayelech Worku
Ayelech Worku, etiopska atletinja, * 12. junij 1979.
Tekmuje v teku na dolgih progah. S svetovnih prvenstev v atletiki ima dve bronasti medalji v teku na 5.000 m. Sodelovala je tudi na atletskem delu poletnih olimpijskih iger leta 1996 in 2000, prav tako v teku na 5.000 m. Leta 1996 je osvojila 12., leta 2000 pa 4. mesto.